# Andorinhão-de-coleira-falha
O andorinhão-de-coleira-falha (Streptoprocne biscutata) é uma espécie de ave da família Apodidae.
Pode ser encontrada nos seguintes países: Brasil e Paraguai.
Os seus habitats naturais são: florestas temperadas, subtropical or tropical dry forests, florestas subtropicais ou tropicais húmidas de baixa altitude, regiões subtropicais ou tropicais húmidas de alta altitude e florestas secundárias altamente degradadas.

## Subespécies
São reconhecidas duas subespécies:
- Streptoprocne biscutata biscutata (P. L. Sclater, 1866) - ocorre no sudeste do Brasil no estado de Minas Gerais até o Paraguai e nordeste da Argentina;
- Streptoprocne biscutata seridoensis Sick, 1991 - ocorre no nordeste do Brasil, na região do Seridó no estado da Paraíba.